# 莱夫·维克斯特伦
莱夫·维克斯特伦（瑞典語：Leif Wikström，1918年8月18日—1991年1月27日），瑞典男子帆船运动员。他曾代表瑞典参加1956年夏季奥林匹克运动会帆船比赛，获得一枚金牌。